# Suviranta
Suviranta är en villa söder om Träskända i Finland.
Några år efter det att Juhani Aho och Venny Soldan-Brofeldt 1897 flyttat till Villa Vårbacka, slog sig också Eero Järnefelt och hans hustru, skådespelerskan Saimi Swan (1867–1944), ned i trakten. De köpte mark av Träskända herrgård  nära Villa Vårbacka, och byggde 1901 ett hus som döptes till Suviranta (svenska: Sommarstranden). Byggnaden ritades av Usko Nyström. Familjen bodde där till 1917, då den flyttade till Helsingfors, men behöll Suviranta i familjens ägo som fritidshus och hade stora fester där. 
År 1933 blev det åter en året-runt-bostad, i och med att Eero Järnefelts dotter Laura Kolehmainen Järnefelt (1904–85) och hennes familj flyttade in i huset. Det ägs fortfarande av medlemmar av familjen. 
Kring paren Aho–Soldan-Brofeldt och Järnefelt samt deras bostäder Ahola och Suviranta byggdes konstnärskolonin vid Tusby träsk upp under 1900-talets första decennium.